# Iwao Yamane
Iwao Yamane (jap. 山根 巌, Yamane Iwao; * 31. Juli 1976 in der Präfektur Hiroshima) ist ein ehemaliger japanischer Fußballspieler.

## Karriere
Yamane erlernte das Fußballspielen in der Schulmannschaft der Hiroshima Minami High School. Seinen ersten Vertrag unterschrieb er 1995 bei Sanfrecce Hiroshima. Der Verein spielte in der höchsten Liga des Landes, der J1 League. Für den Verein absolvierte er 37 Erstligaspiele. Im November 1998 wechselte er zum Zweitligisten Oita Trinity (heute: Oita Trinita). 2002 wurde er mit dem Verein Meister der J2 League. Für den Verein absolvierte er 121 Spiele. 2003 wechselte er zum Ligakonkurrenten Kawasaki Frontale. 2004 wurde er mit dem Verein Meister der J2 League und stieg in die J1 League auf. Für den Verein absolvierte er 47 Spiele. 2006 wechselte er zum Zweitligisten Kashiwa Reysol. 2006 wurde er mit dem Verein Vizemeister der J2 League und stieg in die J1 League auf. 2008 erreichte er das Finale des Kaiserpokal. Für den Verein absolvierte er 93 Spiele. 2010 wechselte er zum Drittligisten Zweigen Kanazawa. Für den Verein absolvierte er 44 Spiele. Ende 2011 beendete er seine Karriere als Fußballspieler.

## Erfolge
Sanfrecce Hiroshima
- Kaiserpokal

Finalist: 1995, 1996
Kashiwa Reysol
- Kaiserpokal

Finalist: 2008